# Лев Горак

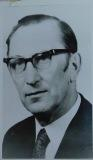

Горак Лев Федорович (також Левко Горак, pol Leon Horak), (17.03.1922-23.11.1982) – один з фундаторів та найактивніших членів української спільноти в Ельблонгу, багаторічний заступник голови гуртка УСКТ в Ельблонгу, організатор та активний член греко-католицької парафії Різдва св. Іоанна Хрестителя в Ельблонгу. 

## Молоді роки
Народився 17.03.1922 р. у с. Мацьковичі колишнього Перемиського повіту у родині селянина-ремісника. Батько його був кравцем. Лев також прийняв цю родинну професію та працював за цим фахом. З юних років був суспільно-активним, був членом товариства «Просвіта» та брав участь у діяльності драматичного гуртка та хору, що діяли у його селі. Згодом служив в УПА.

## Громадська діяльність в Ельблонгу

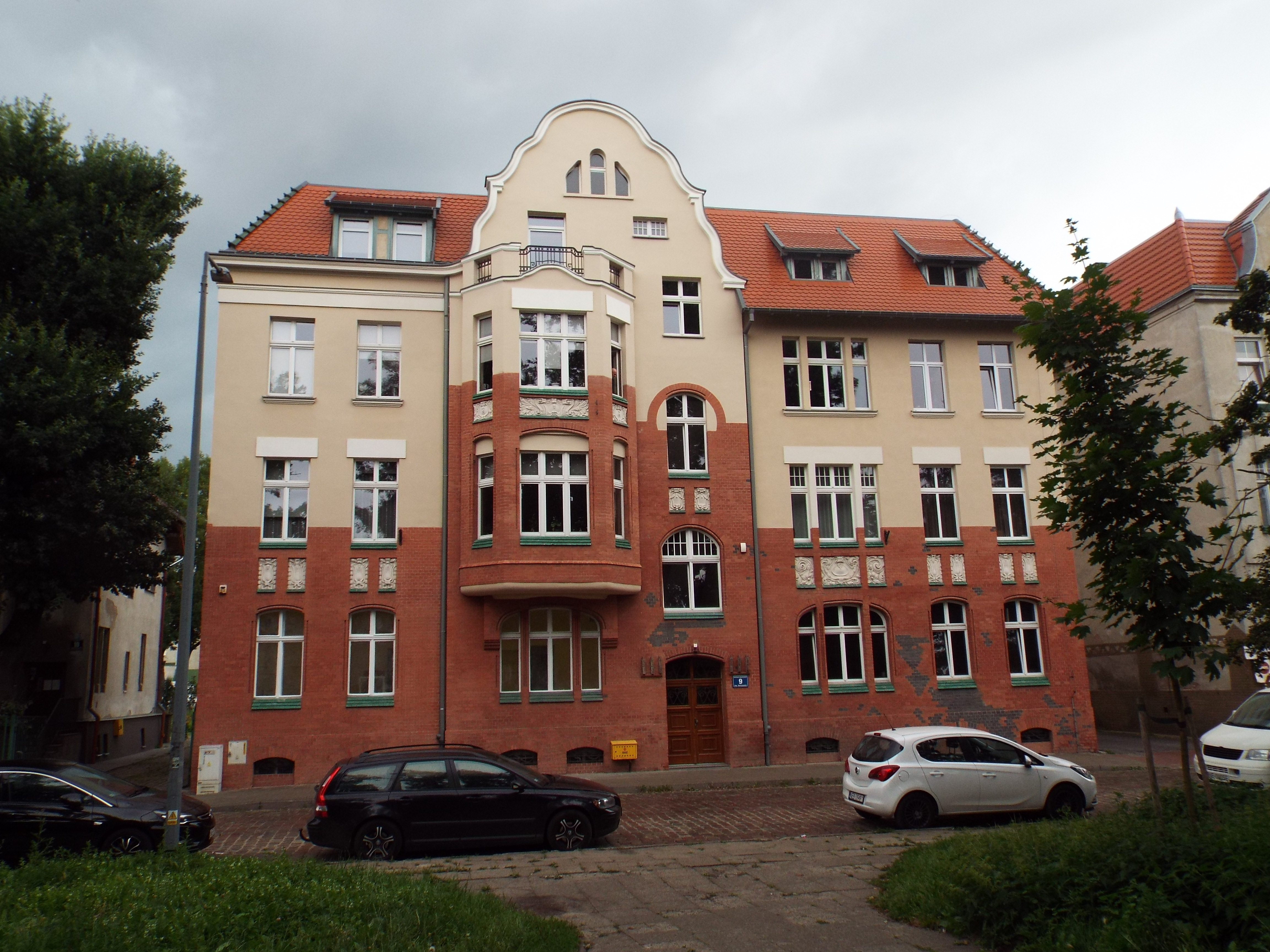
Будинок по вул. Варшавських повстанців, 9. Тут в 1960-х рр. мешкав з родиною Лев Горак. Фото 2021 р.

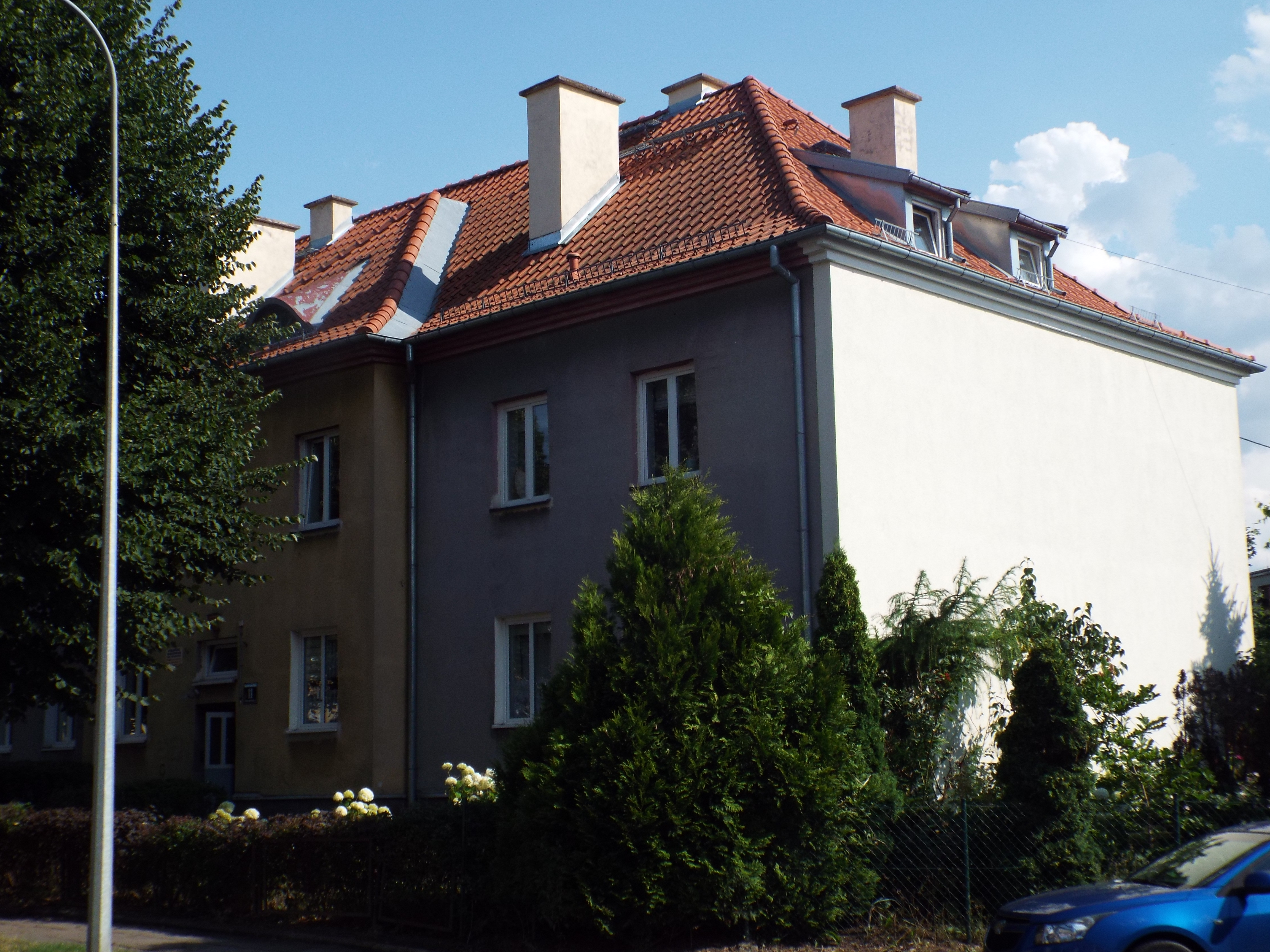
Будинок по вул. Піонерська, 11, в якому до і після ув'язнення мешкав Лев Горак. Фото 2021 р.

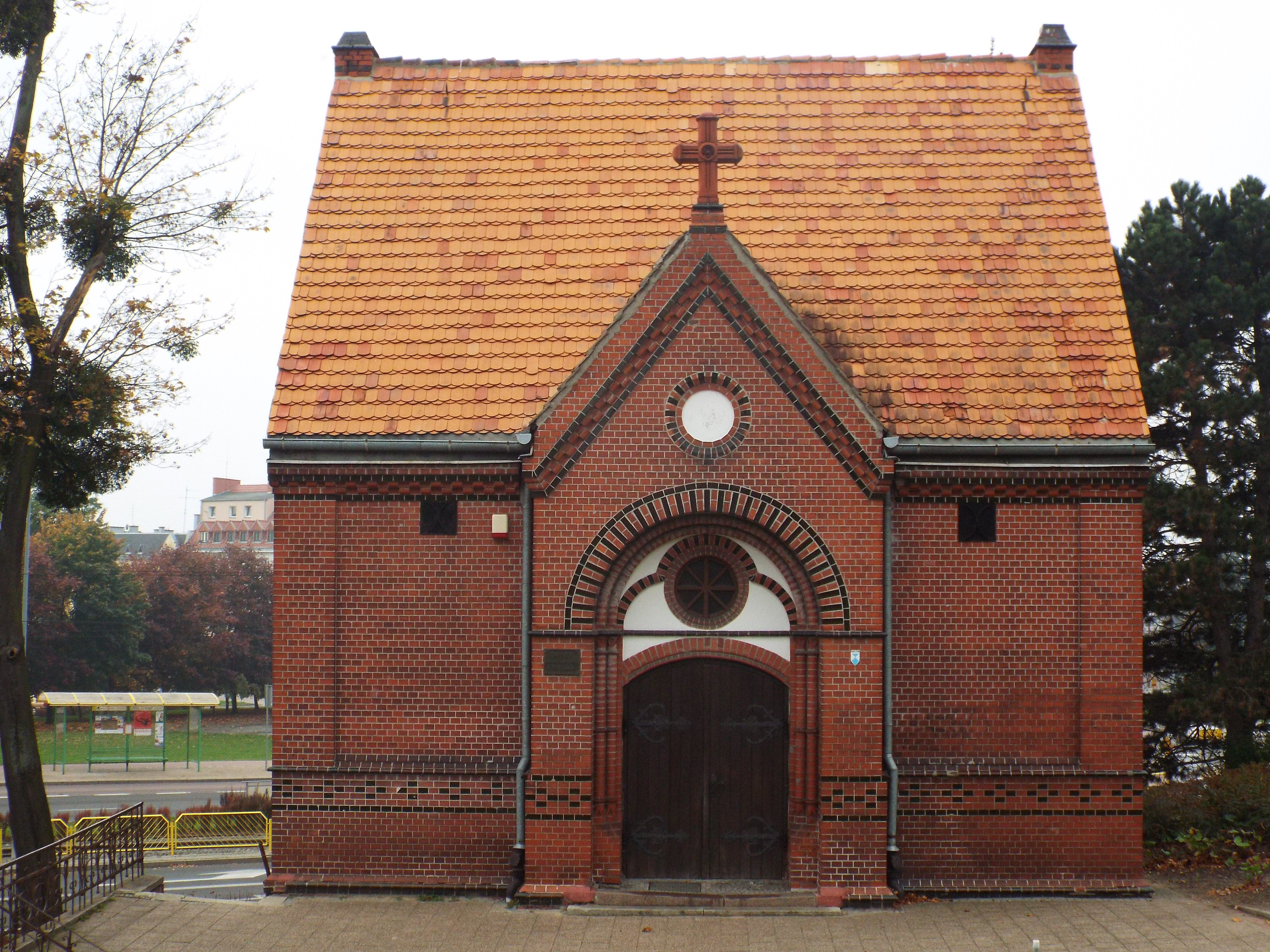
Церква Різдва св. Іоанна Предтечі (стара) у м. Ельблонг, у якій був дяком Лев Горак. Фото 2019 р.

Після 1947 р. опинився в таборі примусової праці у Явожні, а після того оселився в Ельблонгу. Тут він працював в кравецькому кооперативі «Зрив» (Odzieżowa Spółdzielnia Pracy "Zryw" w Elblągu), де став керівником обслугового пункту цього кооперативу на вул. Гетьманській (Hetmańskiej), 8 [Архівовано 18 липня 2021 у Wayback Machine.]. Лев Горак також приймав знайомих українців з їх замовленнями у себе вдома. Короткий час у 1960-х рр. його родина мешкала в однокімнатній квартирі на вулиці Варшавських Повстанців (Powstańców Warszawskich), 9 [Архівовано 11 вересня 2021 у Wayback Machine.].  Після цього він мешкав (до і після ув'язнення) на вул. Піонерська, 11 [Архівовано 3 серпня 2021 у Wayback Machine.] [Архівовано 3 серпня 2021 у Wayback Machine.]. 

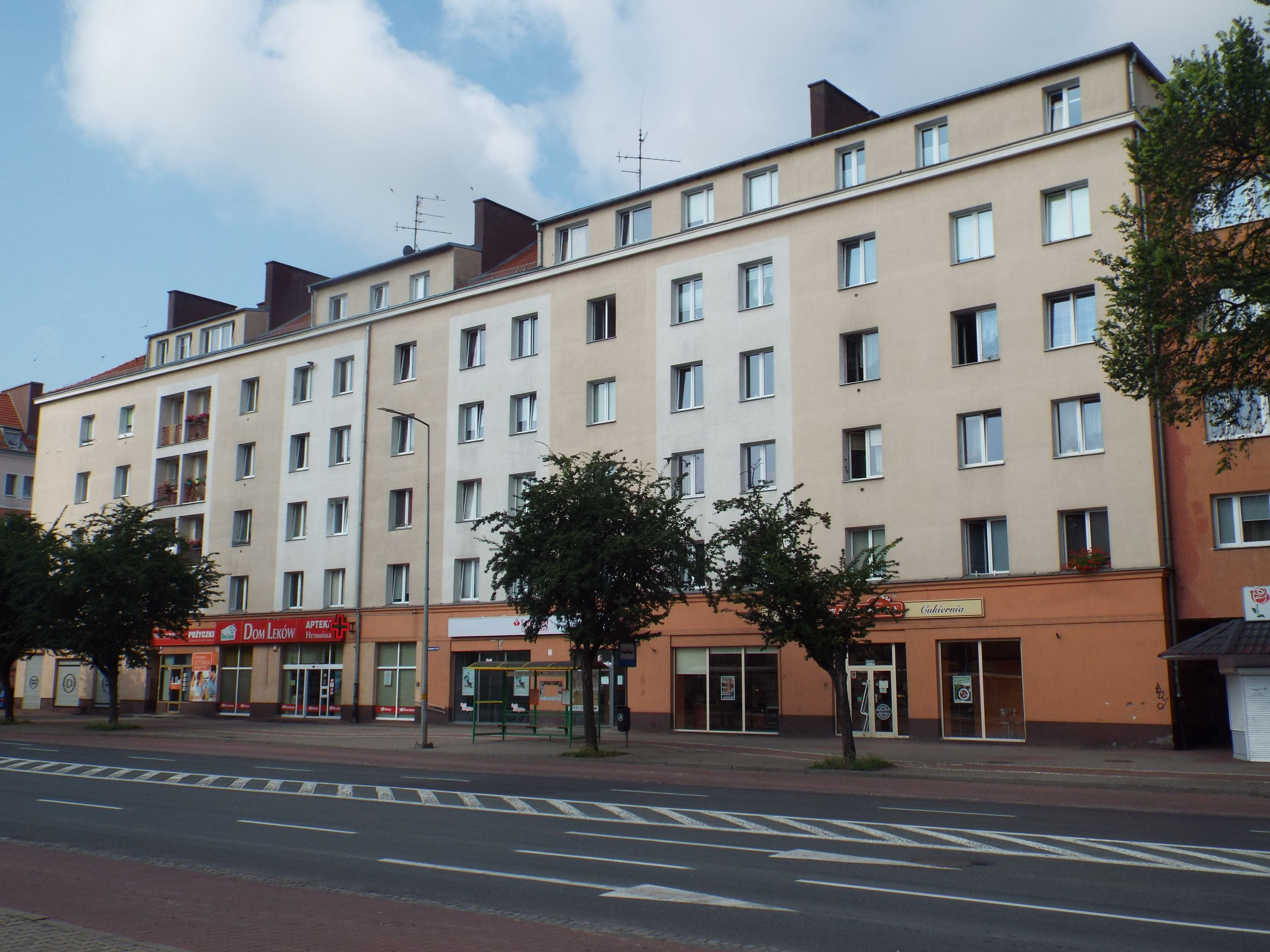
Будинок по вул. Гетьманська, 8 в Ельблонгу, де знаходився пункт кравецького кооперативу "Зрив", яким завідував Лев Горак. Фото 2021 р.

Від заснування УСКТ, Лев, як свідомий українець, поринув в вир його діяльності. З його ініціативи постали філії – гуртки організації в околицях Ельблонга, а також українські художні колективи. Він був заступником голови першого гуртка в Ельблонзі. З Міністерства внутрішніх справ Польщі прийшло розпорядження щоб його головою не призначати.  Разом з отцем Іваном Яреминим Лев Горак займався консолідацією української громади в Ельблонгу та околицях. Також він був керівником ініціативної групи, яка домагалася відновлення греко-католицьких богослужінь та створення греко-католицької парафії Різдва св. Іоанна Хрестителя в Ельблонгу. Був дяком парафії в Ельблонгу, добре співав.
Довгий час він очолював працю відділення УСКТ у Ельблонгу, а з другої половини 1960-тих рр. незмінно виконував функції заступника голови гуртка. ССаме йому належить ідея започаткування хроніки УСКТ в Ельблонгу в 1970 р., ним відтворено сторінки історії кола УСКТ в Ельблонгу від 1965 до 1964 р. і внесено їх в хроніку.  В хроніці також розміщено його світлини. Л. Горак займався також справою організації навчання дітей української мови, а також організацією та проведенням дитячих конкурсів малюнку, декламації та співу, що проводяться наразі щорічно і є візитівкою української громади Ельблонга. За свої заслуги відмічений грамотами УСКТ, зокрема з оказії 20-річчя УСКТ. 1981 р. Лев Горак був нагороджений правлінням УСКТ в Ельблонгу медаллю 25 років УСКТ..

## Переслідування комуністичними органами безпеки
За свою активну позицію переслідувався органами безпеки комуністичної Польщі. Одною з спільних, або точніше, ведених паралельно дій, були акції польської СБ під кодом «Скорошит», та КДБ код «88». Справа «Скорошит» відносилася до діяльності Левка Горака, активіста УСКТ з Ельблонга, у якого у 1965 р. виявлено «націоналістичну» літературу, у цьому числі матеріали привезені з Києва Степаном Павлище, зокрема: повідомлення про діяльність української інтелігенції, спалення бібліотеки УАН у Києві, похорон поета Володимира Сосюри та проникання патріотично настроєних осіб до апарату безпеки УРСР.

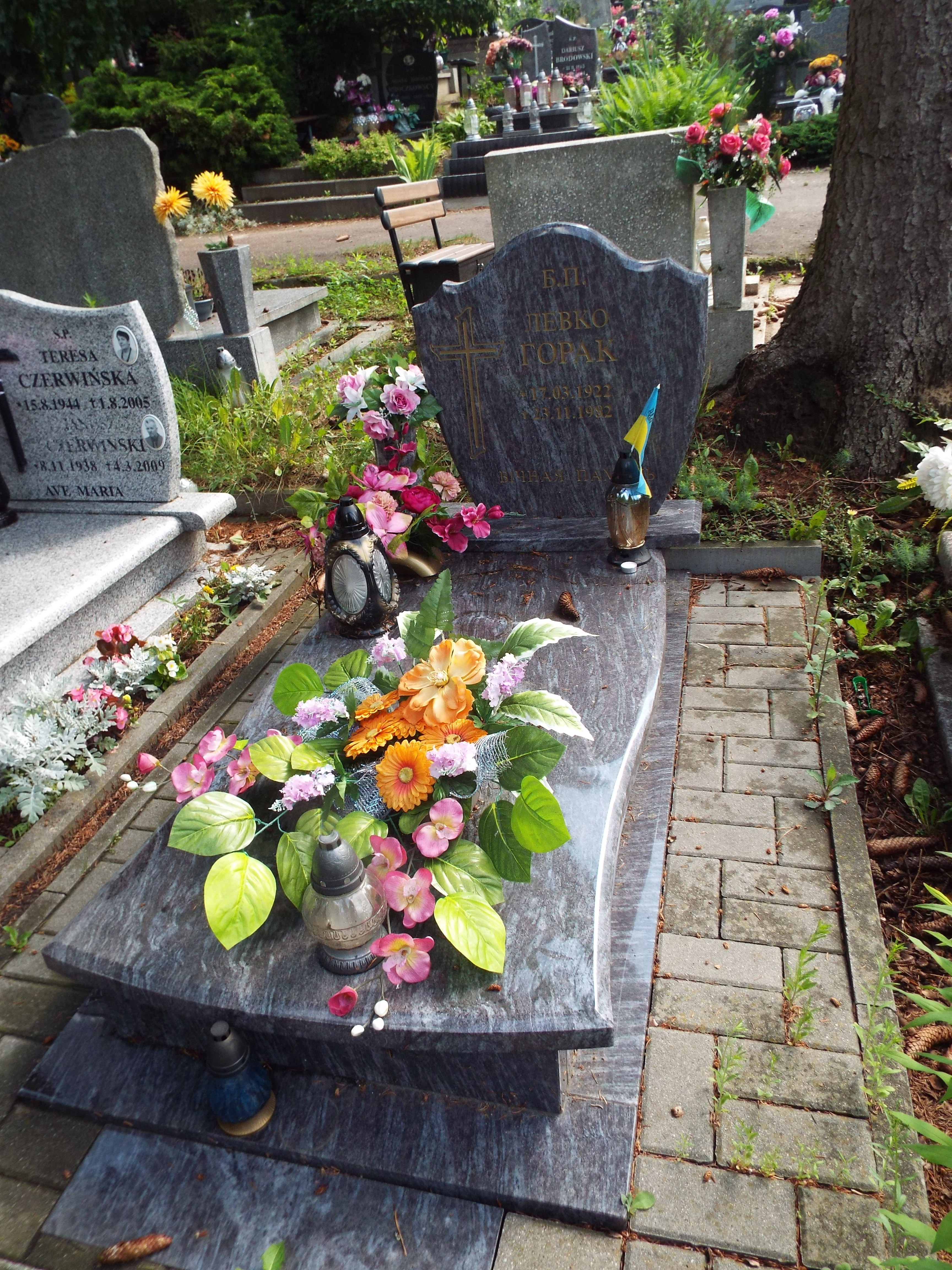
Могила Лева (Левка) Горака - одного з засновників української громади у Ельблонзі. Фото 2021 р.

Польське СБ постійно консультувало перевірку, яка проводилася КДБ. Варто згадати, що справа «88» відносилася м.ін. до Михайла Гориня, Богдана Гориня, Івана Драча та ін. Врешті, 8 грудня 1965 р. Горака і Павлища обвинувачено в тому що:
„Діючи разом, розповсюджували шляхом передруковування на машинці, розповсюдження та читання іншим особам української національності різних текстів українською мовою, які у фальшивому і тенденційному світлі представляли національну і культурну політику уряду СРСР i по відношенню до українського народу, що могло підірвати віру польського суспільства до соціалістичних ідей і ідеалів щодо рівноправ’я народів а також ослабити союзницькі зв’язки, що об’єднували Польщу і СРСР а тим самим нанести суттєву шкоду інтересам польської держави”.
Колишній голова ланки УСКТ в Ельблонгу Богдан Фолюсевич згадує, що Лев Горак був занадто довірливий та запросив на зустріч з Степаном Павлище до свого помешкання знайомого поляка, який найімовірніше виявився провокатором. Степан Павлище росказував про реальність у СРСР і підрадянській Україні, про спалення бібліотеки у Видубицькому монастирі, звідки він привіз певні книжки. Лев Горак разом з Степаном Павлище був заарештований і відсидів у в’язниці в Гданську 2,5 роки (був засуджений до 3 років позбавлення волі).

## Родина
Мав дружину Олександру, сина Юрія і дочку Галину. Галина Горак (по чоловіку Миколик) також була активним діячем УСКТ-ОУП в Ельблонгу.  6 серпня 1981 р. син Лева Горака - Юрій одружився з Христею Налесник в старій українській-греко-католицькій церкві в Ельблонгу, а на весіллі грав український ансамбль «Свояки». Після його смерті родина емігрувала до Канади. Олександра Горак трагічно загинула і упокоїлася на канадській землі.

## Місце поховання та пам'ять
Помер після важкої хвороби 23.11.1982 р. Похований на цвинтарі Дембіця в Ельблонгу (Łęczycka 46, 82-300 Elbląg). Місце поховання – 21 сектор, 2 ряд, 3 могила. Координати могили  54.167624°, 19.467126°.
Лев Горак написав вірш "Жуляви". 22 травня 1983 р. на 17-му дитячому конкурсі декламації, музики і співу М. Дудак – директор школи та вчитель з Пакошів привіз своїх дітей, які прочитали цей вірш: «Молодь і діти славлять і тут, на Жулавах Тебе, Тарасе». Про Лева Горака не забули на цьому ж фестивалі і діти з Пененжна ушановуючи його пам’ять хвилиною мовчання та квітами на його могилу.